# Теке (озеро)
Теке — бессточное горько-солёное озеро в Уалихановском районе Северо-Казахстанской области Казахстана.
Находится на Северо-Казахской равнине. Площадь — 265 км², с сезонными изменениями. Средняя глубина — 0,5 м, наибольшая — 1 м. Питание снеговое и, отчасти, от подземных вод. Берега обрывисты и круты, береговая линия частично изрезана. Острова некрупные. Вокруг много солончаков. Периодически происходит садка соли. Растительность по берегам практически отсутствует.
В озеро впадают реки Талдысай, Тлеусай и несколько пересыхающих ручьёв.
Территория озера является местом массовых скоплений журавлей-красавок (Grus virgo), а также некоторого числа серых журавлей (Grus grus) в период осеннего пролёта.